# 城郊乡 (太康县)
城郊乡，是中华人民共和国河南省周口市太康县下辖的一个乡镇级行政单位。

## 行政区划
城郊乡下辖以下地区：
前王村、陈庄村、池庄村、五坝口村、塘坊村、薛庄村、蒋湾村、大于村、花园村、高庄村、王荆玄村、白塔李村、王东月村、七里河村、谢庄村、蜜蜂刘村、高桥村、洪庙村和小康村。